# Stazione di Dego
La stazione di Dego è una stazione ferroviaria posta lungo la linea Alessandria-San Giuseppe di Cairo, al servizio dell'omonimo comune.
La stazione è dotata di una piccola pensilina che funge da sala d'attesa e sono attivi gli annunci sonori per arrivi e partenza treni mentre non sono presenti né biglietteria né a sportello né automatica e neppure di servizi igienici. 
I due binari sono collegati tra loro da un attraversamento a raso.

## Movimento
La stazione è servita, in media, giornalmente da 17 treni regionali operati da Trenitalia nell'ambito del contratto di servizio stipulato con la Regione Liguria.
I treni che fermano a Dego hanno destinazione:
- Savona
- Alessandria
- Acqui Terme

## Servizi
La stazione offre i seguenti servizi:
- Sala d'attesa
- Annunci sonori per arrivi e partenze treni